# Aromaticidad metálica
En la aromaticidad metálica, el concepto de aromaticidad encontrado en muchos hidrocarburos se extiende a los metales. La primera evidencia experimental de la existencia de aromaticidad en metales fue encontrada en clusters del tipo MAl4-, donde M puede ser litio, sodio o cobre. Estos aniones pueden ser generados en helio gaseoso por vaporización láser de un composite de aluminio / carbonato de litio, o una aleación de cobre o sodio / aluminio, separada y seleccionada por espectrometría de masas y analizada por espectroscopia fotoelectrónica. La evidencia para la aromaticidad de estos compuestos está basada en algunas consideraciones. La química computacional muestra que estos clusters de aluminio consisten de un anión tetranuclear Al42- plano y un contraión en la cima de una pirámide cuadrada. La unidad de Al42- es perfectamente planar y no está perturbada por la presencia del contraión o incluso la presencia de dos contraiones en el compuesto neutro M2Al4. Además, su HOMO calculado resulta ser un sistema pi deslocalizado ocupado doblemente, haciendo que obedezca la regla de Hückel. Finalmente, existe coincidencia entre los valores calculados y los valores experimentales de espectroscopia fotoelectrónica para la energía requerida para eliminar los primeros 4 electrones.
La aromaticidad de orbitales d se encuentra en clusters metálicos trinucleares de wolframio W3O9- y molibdeno Mo3O9-, generados por evaporación láser de los metales puros, en presencia de oxígeno en corriente de helio. En estos clusters, los tres centros metálicos están puenteados por átomos de oxígeno, y cada metal tiene dos átomos de oxígeno terminales. La primera señal en el espectro fotoelectrónico corresponde a la eliminación del electrón de valencia con la energía más baja en el anión para formar el compuesto neutro M3O9. Esta energía resulta ser comparable a la del trióxido de tungsteno y trióxido de molibdeno. La señal de fotoelectrón también es ancha, lo que sugiere una gran diferencia en conformación entre el anión y las especies neutras. La química computacional muestra que los aniones M3O9- y dianiones M3O92- son hexágonos ideales con longitudes de enlace metal-metal idéntica.
Las moléculas discutidas hasta este punto existen sólo diluidas en fase gaseosa. Un estudio explorando las propiedades de un compuesto formado en agua a partir de molibdato de sodio (Na2MoO4.2H2O) y ácido iminoacético reveló también evidencia de aromaticidad, pero este compuesto está aislado, realmente. La cristalografía de rayos X mostró que los átomos de sodio se disponen en capas de clústeres hexagonales semejando pentacenos. La longitud de enlace sodio a sodio es inusualmente corta (327 pm, comparado con 380 pm en el sodio elemental) y, como en el benceno, el anillo es plano. En este compuesto, cada átomo de sodio tiene una geometría molecular octaédrica distorsionada con coordinación a átomos de molibdeno y de oxígeno de agua. La evidencia experimental está apoyada por valores calculados de aromaticidad NICS